# Jan Soukup (etnograf)
Jan Soukup (15. února 1867 Praha – 23. července 1933 Rakovník) byl ve své době významnou osobností české kulturní lidové historie, které zasvětil celý svůj život. Aktivně se účastnil příprav Národopisné výstavy českoslovanské v Praze 1895, působil jako středoškolský profesor, regionální historik, národopisný badatel a spisovatel, folklorista, redaktor Časopisu Společnosti přátel starožitností a předseda Muzejního spolku královského města Rakovníka a politického okresu rakovnického.

## Život
Narodil se v Praze dne 15. února 1867 a vyrůstal spolu se svými pěti sestrami a o čtyři roky mladším bratrem Antonínem, který stejně jako jejich otec Václav zastával funkci úředníka u pražského magistrátu, v katolické rodině zachovávající staropražské zvyky a obyčeje. Toto rodinné prostředí naplněné úctou k tradici společně s pravidelnou četbou kronik a návštěv muzeí mělo obrovský vliv na Janovy záliby a celý jeho další život.
Jan studoval v letech 1879–1881 na c. k. akademickém gymnasiu v Praze proslaveném působením Josefa Jungmanna či Václava Klicpery. V letech 1881–1884 studoval na c. k. gymnasiu v Žitné ulici v Praze a od roku 1884 do roku 1890 opět na c. k. akademickém gymnasiu v Praze, kde také dne 9. července 1891 úspěšně vykonal maturitní zkoušku.

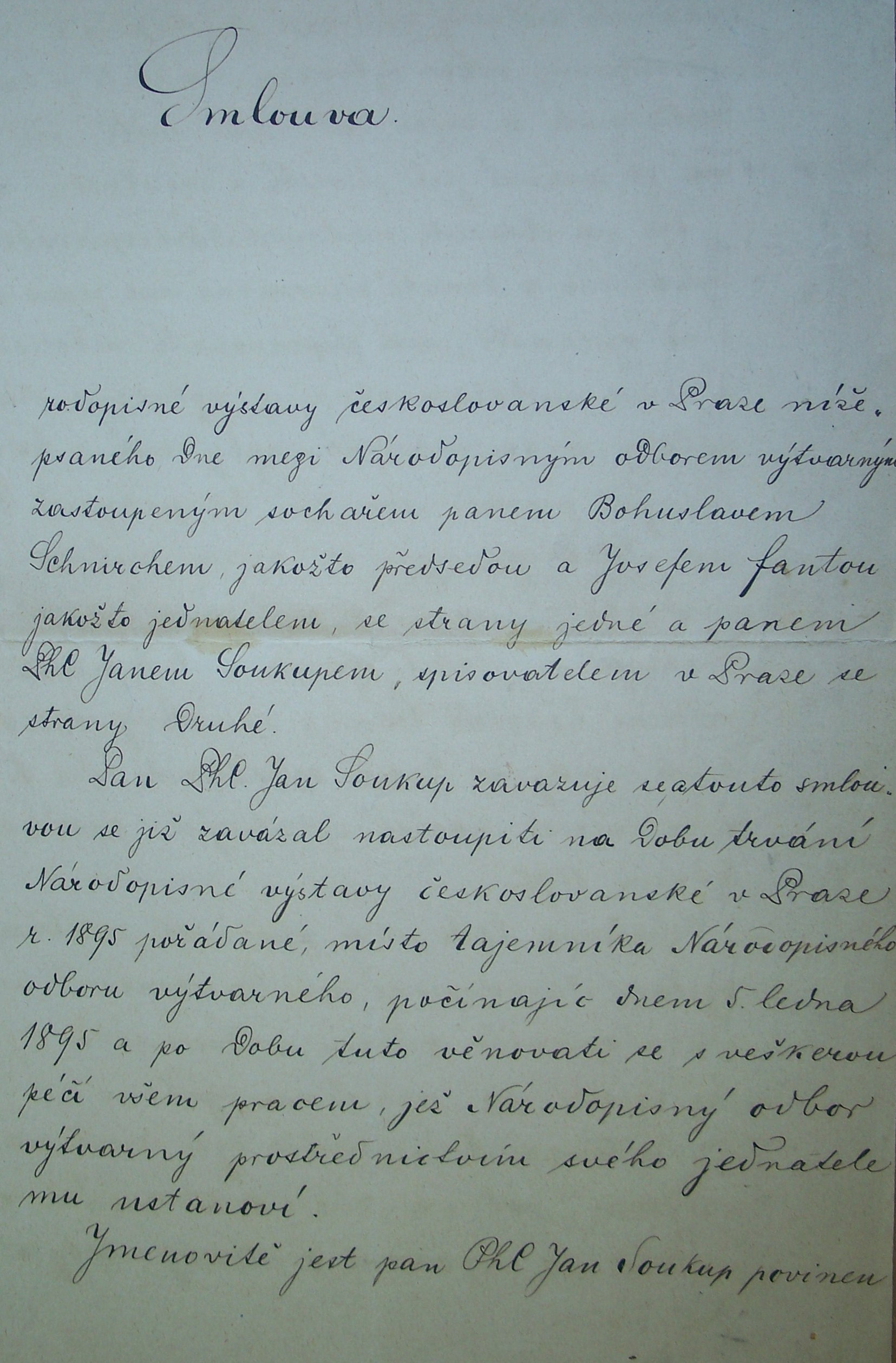
Opis smlouvy mezi Janem Soukupem a Národopisným odborem výtvarným ze dne 5. ledna 1895

Po maturitě musel na půlroční vojenskou službu a počátkem školního roku 1890/91 vstoupil Soukup na Filosofickou fakultu c. k. české univerzity v Praze, kde po osm semestrů studoval dějepis, zeměpis, češtinu a filosofii. I na univerzitě měl Soukup nebývalé štěstí na výborné profesory, kteří ho provázeli celým studiem – např. historiky Jaroslava Golla a Josefa Kalouska, archiváře města Prahy prof. Josefa Emlera, profesora zeměpisu a národopisu Františka Palackého, archeology Josefa Ladislava Píče a Lubora Niederleho, a dr. Čeňka Zíbrta, pozdějšího Soukupova dobrého přítele.
V době univerzitních studií se Jan Soukup stal členem Společnosti přátel starožitností českých v Praze, v níž zastával funkci archiváře a správce sbírek, pořádal přednášky a národopisné sbírky a výstavy. Od roku 1893 do roku 1897 působil jako redaktor Časopisu Společnosti přátel starožitností českých v Praze, jehož byl také zakladatelem. Sám do jednotlivých čísel psal odborné zvykoslovné či kulturně-historické studie (např. o klibně, o národopisné výstavě, o lidových špercích a dalších). Od roku 1891 se snažil nashromáždit co nejúplnější sbírku českých kraslic s příslušnými zvyky, obyčeji a pověrami, kterou téhož roku vystavil na Jubilejní zemské výstavě a v roce 1895 také na Národopisné výstavě českoslovanské v Praze.
Sám se také účastnil příprav Národopisné výstavy českoslovanské, kdy jako delegát objížděl v letech 1893–1894 národopisné výstavy krajinské, které byly pořádány ve více než 150 městech, a mapoval veškerý vystavený národopisný materiál. Dne 5. ledna 1895 se na dobu trvání Národopisné výstavy českoslovanské stal tajemníkem Národopisného odboru výtvarného, přebíral předměty, katalogizoval je, registroval, ručil za jejich případné vrácení a zároveň připravoval výtvarný materiál k řádné instalaci. Za to mu Národopisný odbor výtvarný vyplácel 60 zlatých rakouské měny.
Dne 11. července 1896 se Soukup přihlásil u c. k. české zkušební komise pro učitelství na gymnasiích a školách reálných v Praze k vykonání učitelských zkoušek z dějepisu a zeměpisu. Bohužel jeho disertační práce byla odmítnuta, a proto v roce 1896 opustil Prahu, aby přijal suplentské místo na piaristickém gymnasiu v Benešově, kde vyučoval historii, zeměpis, filologii, češtinu a němčinu. On ale toužil vrátit se do Prahy, což se mu podařilo v roce 1898, kdy dostal suplentské místo na vinohradské reálce. V tuto dobu se začal připravovat ke státním zkouškám, které zakončil dne 14. prosince 1900, kdy ho shledala komise způsobilým k vyučování na vyšších gymnasiích s českou řečí vyučovací.

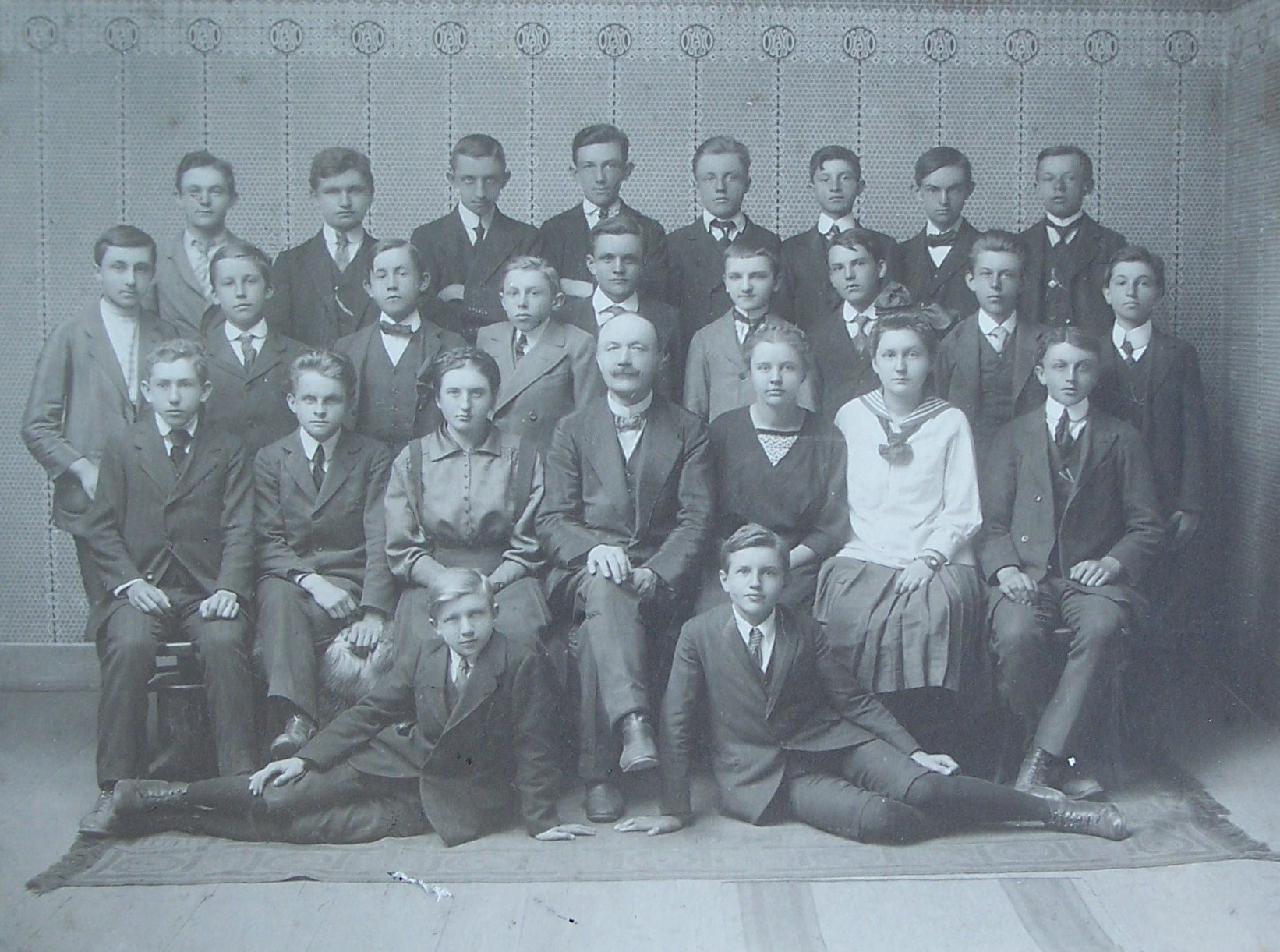
Jan Soukup jako profesor na reálné škole v Rakovníku

Od 1. září 1901 působil Soukup jako provizorní učitel reálky v Plzni, kam odešel z Prahy se svou mladou chotí, se kterou se oženil v říjnu roku 1898. V roce 1905 se odstěhoval do Rakovníka, kde obdržel místo definitivního učitele na místní reálce. Vyučoval zde svou oblíbenou historii, ale snažil se svým žákům přiblížit také archeologii, numismatiku a národopis. Působil zde také jako správce dějepisných a zeměpisných sbírek, ke kterým přidal svou sbírku mincí. V této době Soukupovi zemřela po delší nemoci jeho žena, což ho na čas uvrhlo do depresí.
Nový impuls a chuť do života přišel v roce 1910, kdy společně se svými přáteli Michálkem a Rennerem, správcem městského muzea, založili Musejní spolek královského města Rakovníka a politického okresu rakovnického, jehož hlavním úkolem bylo sbírat a zachraňovat památky v kraji. Od 9. dubna 1911 do roku 1925 působil Soukup jako místopředseda spolku a od roku 1925 potom jako jeho předseda. Pro okresní hejtmanství pořídil soupis historických památek stavitelských a uměleckých, uspořádal pro posluchače 16 poutavých odborných přednášek čerpajících z jeho oblíbených oborů (archeologie, národopisu, historie, lidové literatury, zvykosloví) a spoluvydával Věstník, do kterého také sám přispěl svými 18 články.
V Rakovníku se Soukup podruhé oženil – s Josefinou Polákovou, která bydlela ve Svatojilské ulici čp. 79, a 17. července 1916 se jim narodila dcera Hana, jediný Soukupův potomek. Jan Soukup zemřel v neděli dne 23. července 1933 v Rakovníku v šedesáti sedmi letech a jeho pohřeb se potom konal 25. července ve tři hodiny odpoledne v děkanském chrámu sv. Bartoloměje v Rakovníku.

## Dílo
Již během středoškolských studií, ovlivněn některými profesory (např. Zikmundem Winterem či Antonínem Truhlářem), se začal Jan Soukup věnovat literární činnosti – jeho články vytiskly tehdy významné časopisy jako např. Vesmír, Ruch, Světozor, Jitřenka a Český včelař. V kvintě založil kroužek Krolmus, zabývající se archeologií, historií, národopisem a přírodními vědami. Pořádal přednášky a debaty, procházky po Praze a muzeích a vydával časopis, který dostal stejný název jako celý spolek – po spisovateli a pilném sběrateli starožitností Václavu Krolmusovi (1787–1861), kterého ve svém článku nazývá křísitelem národního vědomí a slávy české a patriarchou zvykosloví českého. Soukupův přístup k vědě byl značně ovlivněn idealistickým vlastenectvím, o čemž např. svědčí jeho pevná víra v pravost podvržených Rukopisů (královédvorského a zelenohorského).
Soukup se také zabýval topografií, což dokládá jeho práce O studiu a pramenech domácí topografie, ve kterém pojednává o hospodářských pojmech. Poukazuje na to, že každá řeka, potůček, studánka, pole, louka, bahno, oulehle, vrch, stráň, jeskyně či strouha má své zvláštní jméno ukazující vždy na nějakou přírodní vlastnost nebo zvláštnost. K tomuto pojmenování nutilo české předky zabývající se polními pracemi vymezení a ohraničení pozemků.

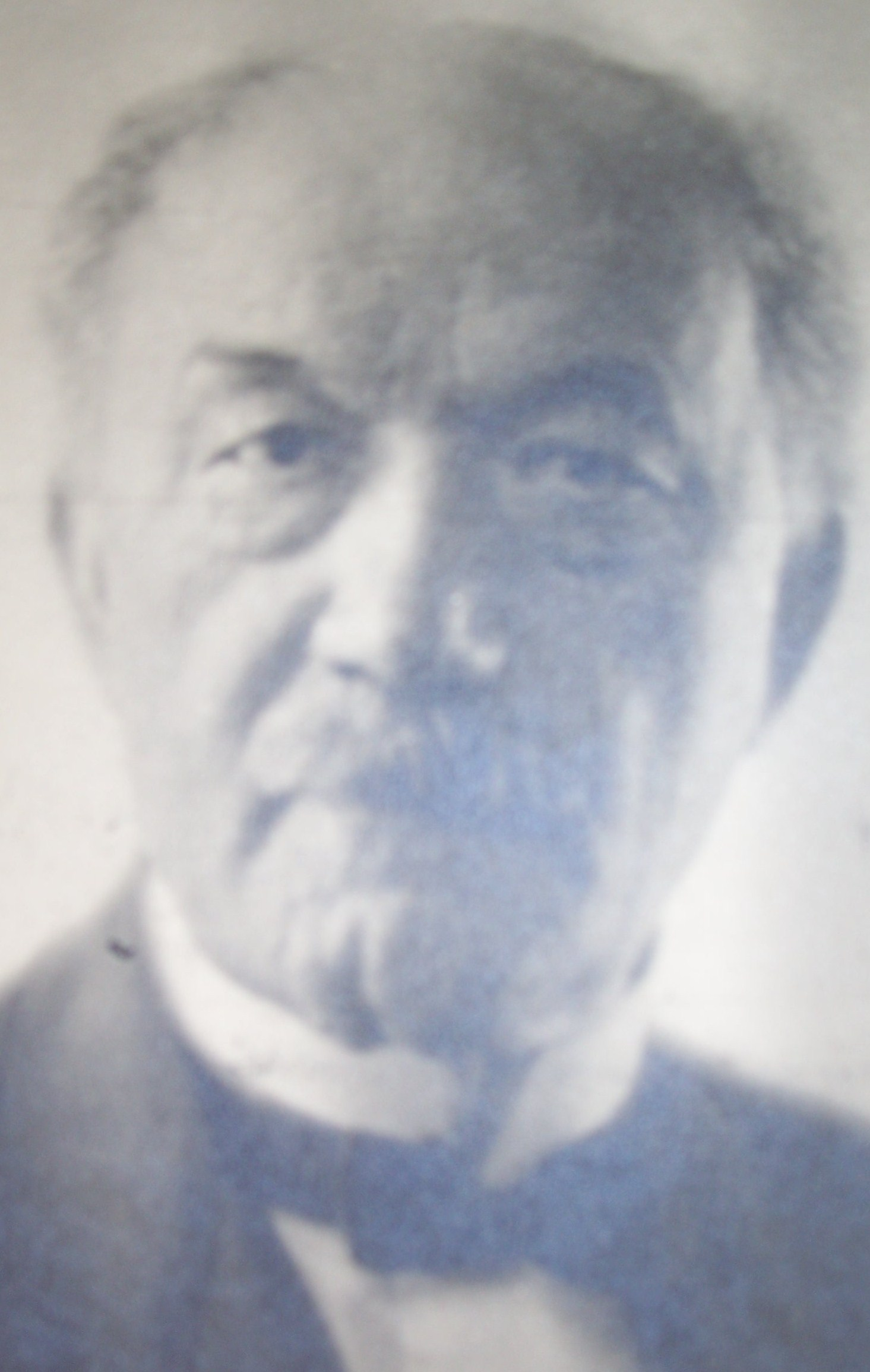
Jan Soukup na sklonku svého života

V téže době uveřejňoval profesor Soukup své práce také např. v Českém lidu, Národních listech, Pražském ilustrovaném Kurýru, ve Věstníku národopisné výstavy českoslovanské v Praze, v Katolických listech, Národní politice, Chrudimských novinách, Světozoru, Hlasu národa, časopisu Ruch, Zábavných listech, časopise Jitřenka, Českém Včelaři a mnoha dalších. Celkem otiskl 114 odborných článků ve 32 publikacích. Ačkoliv objem Soukupových prací je značný a po odborné stránce je jeho dílo vysoce hodnocené, právě roztroušenost v mnoha časopisech působí zdánlivě neuceleným dojmem.
Mimo jiné napsal článek Úcta ohně a některé obyčeje pohřební u starých Čechů, ve kterém se zabývá hody a pitkami pohřebními, naříkáním nad mrtvým, slavnostmi nad mrtvými (v den třetí, sedmý, třicátý a výroční), spalováním slámy po nebožtíku a staročeským obyčejem – nošením mrtvých na peřinách.
Mezi zajímavé práce patří také črta zvykoslovná V den mláďátek pojednávající o svátku Mláďátek připadající na den 28. prosince, řečený též svátek bláznů. Byl to slavný den pro žáky, kteří si zvolili „biskupa Mláďátek“ a za směšných obřadů jej vodili majíce potvorné masky. Církev si v tento den připomíná památku betlémských nemluvňat povražděných Herodem, a proto si církev proti tomuto studentskému obyčeji stěžovala. Svátek byl přísně zakázán koncilem v Toledě v roce 633 a následně dalšími koncily, např. v Paříži, Nantes, Bourges a Basileji, ale i přes všechny tyto zákazy zvyk zobecněl a rozšířil se.
Za povšimnutí stojí také rukopis Pověsti o kožených mostech či Pověra o délce Kristově. Nejstarší doklad této pověry je v Pasionálu Kunhutině, kde je na 10. listě vyobrazen Muž bolesti, tj. Kristus Pán přibitý hřeby. Po obou stranách kříže i nad ním je svislý proužek a pověra říká, že „Odměříme-li délku proužku šestnáctkrát, seznáme, že se rovná 208 cm, což tedy znamená délku těla Kristova.“
V roce 1902 vydal v Plzni jednu ze svých nejcennějších prací, Staročeské výroční obyčeje, slavnosti, pověry, čáry a zábavy prostonárodní ve spisech Tomáše ze Štítného – k pětisetleté památce úmrtí myslitele, spisovatele staročeského a ctitele vlasti i jazyka mateřského, ve které pojednává např. o Svěceninách, Dnu před božím křtěním, Masopustu, Hromnicích, Popelci a půstu, Neděli družebné, Neděli květné, Velikonocích, Výročním trhu, Pouti, Nanebevzetí Panny Marie, Posvícení, Besedách a o Štědrém večeru. Soukup také jako správný historik studoval dějiny tohoto starobylého města a sbíral zde také folkloristický materiál, zejména pověry, pohádky a pověsti.
Přitahovaly ho také hádanky, a tak upozorňoval na fakt, že i hádanky si zasluhují pozornost. Toto téma podrobněji rozebírá ve své práci Příspěvky k dějinám hádanek českých. Hádanky jsou nejen zajímavé, ale i důležité jak stářím, tak také tvarem a obsahem. Soukup se zabývá historií a původem hádanek, různými typy hádanek (duchovní, lidové, umělé), srovnává české hádanky s cizími. Píše zde o oblíbené povídce středověké literatury v Apolloniovi Tyrsném, kdy král v zemi řecké ovdověl, zamiloval se do vlastní dcery a nechtěl ji nikomu dát bez hádanky: „Kdo hádanku uhodne, tomu dceru dám, kdo neuhodne, šíji ztratí.“ I přijel Apollon, král Tyrsný, ucházet se o dceru. Uhádl všech šest hádanek a vysvobodil ji. Zmiňuje zde také moravskou pověst o biskupu Ondřejovi, kdy princezna odmítá od hostiny nevzácného hosta – dokud neuhodne hádanku, nepřipustí ho ke stolu. Host však uhádl všechny tři hádanky a princezna zmizela. Oním hostem byl svatý Ondřej, patron biskupův. Dále zde upozorňuje na pohádku Chytrá horákyně od Boženy Němcové, pohádku o mladé a krásné královně a na Šalamounovy hádanky. V této práci vypsal také hádanky, které byly otiskovány v kalendářích z 18. století: např. Kdo jest vyšší nežli král nebo císař? Koruna. Která žena se narodila a neumřela? Žena Lotova, která v sloup soli se obrátila. Který dům jest bez dveří a oken? Vejce, ve kterém je kuře.
V letech 1914–1916 vyšla ve výročních zprávách rakovnické reálky Soukupova druhá nejcennější práce – Příspěvky a výklady k slovníku českému, která vyšla společně s dodatky také ve Věstníku České akademie pod názvem Bohemika ve zlomku inventáře kláštera Břevnovského z let 1930–1934.
Po nechtěném odchodu do penze počátkem školního roku 1930/31 napsal Soukup své nejrozsáhlejší a zároveň poslední dokumentární dílo – Dějiny reálné školy v Rakovníce vydané v roce 1933 k stoletému jubileu nejstarší reálky v Čechách.

## Korespondence
Postřehy a zážitky ze Soukupova života se dochovaly také prostřednictvím dopisů, které si vyměňoval v letech 1901–1932 se svým nejlepším přítelem Ferdinandem Pátkem, úředníkem a spisovatelem v Praze II. Např. v dopise z 19. února 1911 se zmiňuje o smrti svého synovce, který zemřel v Berlíně – „na cizí půdě“, a o smrti jednoho žáka z jeho třídy V. b, který se zastřelil.
V letech 1917–1932 udržoval písemný styk také s Františkem Polánkem – učitelem v Křivoklátě, Milostíně, Žiželicích a Mostě. Např. v dopise z 27. května 1919 se zmiňuje o záměru „vybudování díla nejúplnějšího a nejdokonalejšího, jež by bylo památnou potomstvu“ a v dopise ze dne 29. září 1932 se těší, že za dva měsíce knihu dopíše a že „se vrátí s radostí a vášnivě ke své práci vlastní“.

## Shrnutí
Jan Soukup byl osobností, jehož činnost se ubírala mnoha směry. V každém oboru, ve kterém se angažoval, dospěl díky své svědomitosti, pilnosti a pečlivosti k výborným výsledkům. Ovšem okolnosti, jež ho odvedly z jeho milované Prahy, pravděpodobně způsobily, že Soukup zůstal ve své době osobností spíše regionálního významu.

## Články
- Soukup, Jan: Tuha v archeologii. Vesmír, ročník XIV., 1885, str. 215.
- Soukup, Jan: Hlemýždi v lebkách a kostech. Rozpravy Společnosti přátel starožitností v Praze, ročník III., str. 8.
- Soukup, Jan: Z historie prstenu. Ruch, 1886.
- Soukup, Jan: Na obranu rukopisů proti novým útokům. Český východ - Chrudimské noviny, roč. X/1887, 5.3.1887.
- Soukup, Jan – Chabróv: Vácslav Kromlus. Světozor, ročník XXI., 1887, str. 669 - 670.
- Soukup, Jan: Oblíbené barvy u Slovanů a jich význam. Jitřenka, ročník VII., 1888, čís. 19-22.
- Soukup, Jan: Národopisný archiv na příští výstavě, Národní listy, Praha, 11.6.1892, č. 160.
- Soukup, Jan: Včela v domácnosti slovanské. Český včelař, ročník XXII., 1888, čís. 1.
- Soukup, Jan: Nejstarší tvar stodol. Věstník národopisné výstavy českoslovanské v Praze, roč. II/1894, 17.8.1894, č. 5.
- Soukup, Jan: Národopisná výstavka v Novém Strašecí. Národní listy, Praha, 9.9.1894, č. 249.
- Soukup, Jan: Dialektologie - črta z oddělení jazykovědného. Národní listy, Praha, 10.9.1895 (příloha Národopisná výstava českoslovanská).
- Soukup, Jan: Kníže Václav svatý, Národní politika, Praha, roč. XVI/1898, 28.9.2898, č. 267.
- Soukup, Jan: Dívati se děrou sukovou v umrlčím prkně. Katolické listy, Praha, roč. III/1899, 30.3.1899, č. 88.
- Soukup, Jan: Z Tajností studentských, Majales, 1899, str. 17.
- Soukup, Jan: Proč Bůh vzal lidem vědění o smrti. Pražský ilustrovaný kurýr, Praha, 1899.
- Soukup, Jan: Dívati se děrou sukovou - příspěvek k dějinám pověry. Pražský ilustrovaný kurýr, Praha, 1899.
- Soukup, Jan: Na den svaté Anny. Pražský ilustrovaný kurýr, Praha, 1899, č. 206.
- Soukup, Jan: Liščí neděle. Český lid, ročník X., 1901, str. 337.
- Soukup, Jan: Kraslice na Národopisné výstavě českoslovanské. Český lid V. 67.
- Soukup, Jan: referáty o výstavě v III. a IV. ročníku Časopisu přátel starožitností.
- Soukup, Jan: Husitská ostražitost při obléhání Plzně 1433: Zvonečky na plotě prozradily chodce. Český lid, ročník XXV., str. 321 – 328.